# Alicja Bachleda-Curuś

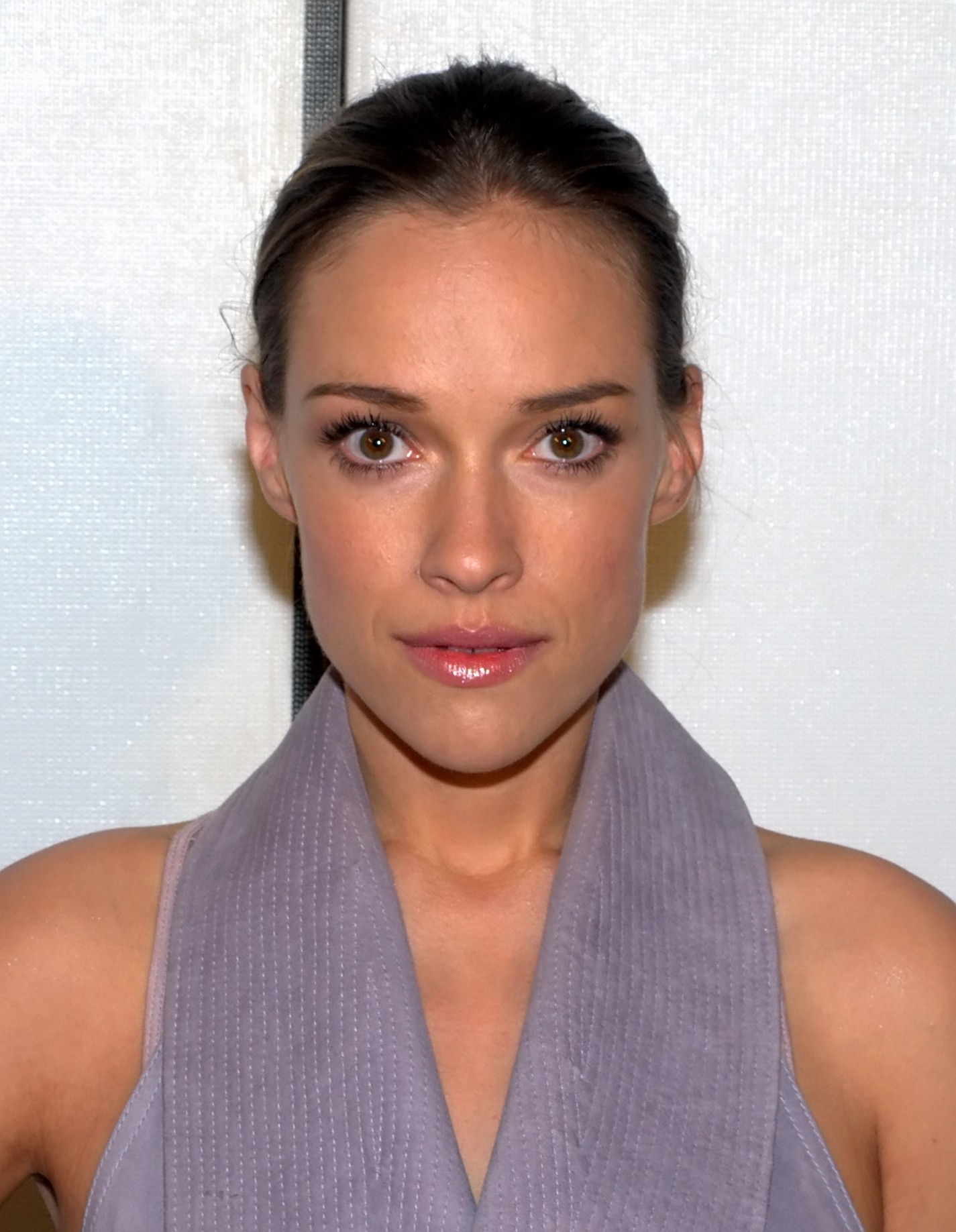
Alicja Bachleda-Curuś beim Tribeca Film Festival 2010

Alicja Bachleda-Curuś (* 12. Mai 1983 in Tampico, Tamaulipas, Mexiko) ist eine polnische Schauspielerin und Sängerin.

## Leben und Karriere
Alicja Bachleda-Curuś ist in Mexiko geboren, ihr Vater war damals dort als Geologe tätig. Die Familie verließ Mexiko bereits nach einigen Monaten, und die meiste Zeit ihrer Jugend verbrachte sie in Krakau. Sie spricht neben ihrer Muttersprache auch Englisch, Spanisch und Deutsch.
Ihre Karriere begann sie mit 16 Jahren, als sie Zosia, eine der Hauptfiguren in der Verfilmung des polnischen Nationalepos Pan Tadeusz (1999) spielte. Danach spielte sie in einigen Kinofilmen und Fernsehserien mit. Seit 2004 spielt sie ausschließlich im Ausland: in Deutschland, Frankreich und den USA. Die schauspielerische Ausbildung am Lee Strasberg Theatre and Film Institute in New York City absolvierte sie erst nach dem großen Erfolg ihrer Jugend. Ihre größte Leidenschaft neben dem Film ist die Musik. Sie begann ihre musikalischen Auftritte im Alter von sechs Jahren. Auf mehreren Kinderwettbewerben in Polen gewann sie Hauptpreise und vertrat mehrmals das Polnische Fernsehen bei internationalen Wettbewerben.
Bachleda-Curuś hat gemeinsam mit ihrem ehemaligen Lebensgefährten Colin Farrell einen Sohn (* 2009).

## Film- und Theaterrollen (Auswahl)

Bachleda-Curuś, Colin Farrell und der Regisseur Neil Jordan während der Filmpremiere Ondine 2010 beim Film Festival in New York

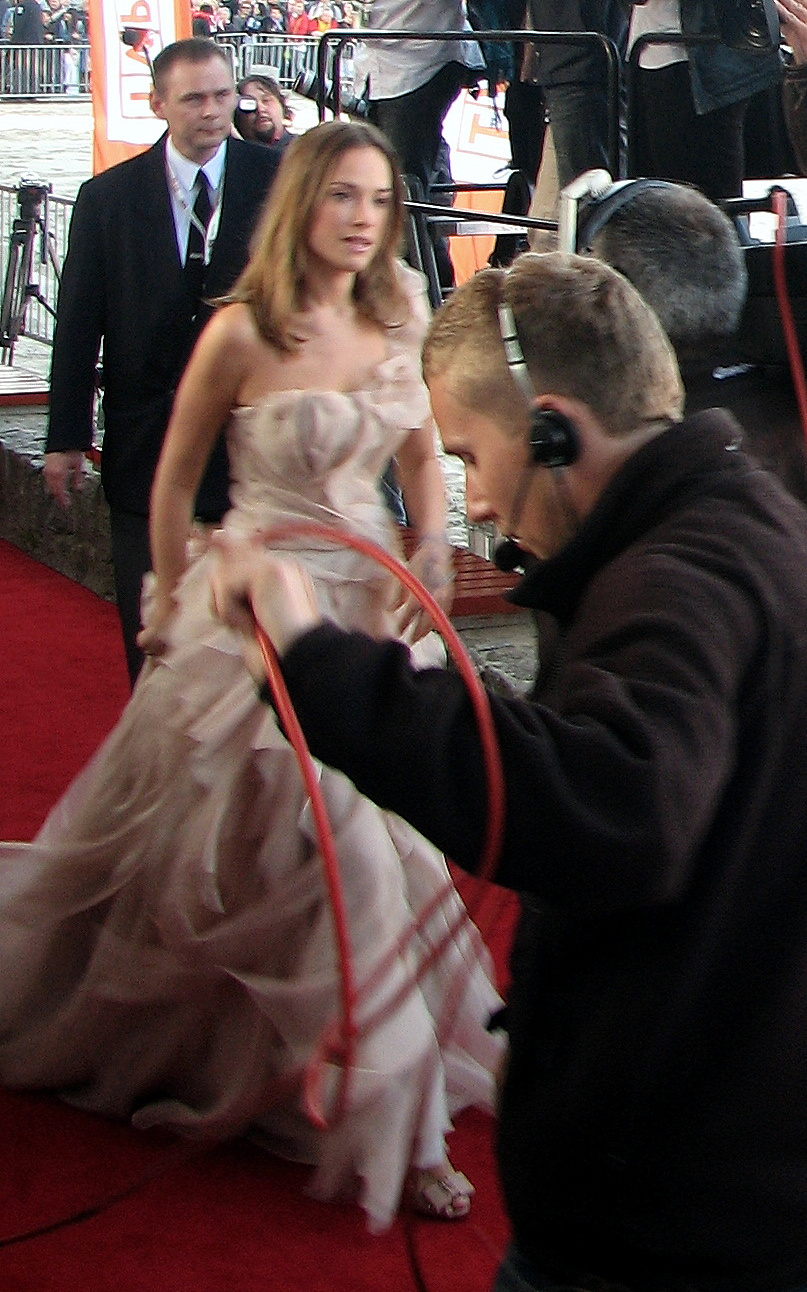
Alicja Bachleda-Curuś 2010 während des 35. Festiwal Polskich Filmów Fabularnych in Gdynia

### Film und Fernsehen
- 1993: The School Bell’s Stories
- 1995: The Phantom-man-animal
- 1996: Vis a Vis, Schulstudie (Polen)
- 1999: Pan Tadeusz
- 1999: Wrota Europy
- 2000: Sisyphusarbeiten (Syzyfowe prace)
- 2001: Herz im Kopf
- 2004: Sommersturm
- 2004: Das Blut der Templer
- 2006: Comme des voleurs
- 2007: Der geköpfte Hahn (Cocosul decapitat)
- 2007: Trade – Willkommen in Amerika (Trade)
- 2009: Ondine – Das Mädchen aus dem Meer (Ondine)
- 2010: Friendship!
- 2012: The Girl Is in Trouble
- 2012: Die Belagerung (The Day of the Siege: September Eleven 1683)
- 2013: The Absinthe Drinkers
- 2014: The American Side[2]
- 2015: The Girl Is in Trouble
- 2015: Edge (Fernsehfilm)
- 2016: 7 rzeczy, których nie wiecie o facetach
- 2016: The American Side
- 2016: Polaris
- 2016: Pitbull. Niebezpieczne kobiety
- 2022: 8 rzeczy, których nie wiecie o facetach

### TV-Serien
- 2002–2004: Na dobre i na złe, als Ania Bochenek
- 2002: Lokatorzy, Gastauftritt in der Folge 123 als Gabrysia
- 2005: Sperling und der Fall Wachutka, als Alina Serkovic
- 2015: Edge: The Loner, als Pilar, Amazon Originals Serie – Pilotfolge

### Theater
- 1996: The Pilot and the Prince (als Rose), basierend auf einer Novelle von Antoine de Saint-Exupéry, im „GROTESKA“ Theater in Kraków, Polen.

## Diskografie (Auswahl)

### Musikalben
- 1993: Sympatyczne sny (MC)
- 1995: Nie załamuj się, Minuta fantazji (MC)
- 2001: Klimat, Universal Music Polska (CD)

### Singles
- 1991: Sympatyczne sny
- 1996: Nie załamuj się; Minuta fantazji
- 1998: Wszystkie baśnie świata
- 1999: Marzyć chcę
- 2001: Klimat
- 2002: Ich verlier mich gern in dir (Titelsong des Films Herz im Kopf)
- 2002: Nie pytaj, nie pytaj mnie
- 2007: Dotknąć nieba (Duett mit Piotr Cugowski)

## Musikalische Erfolge
Bei folgenden Nachwuchs-Songwettbewerben hat Bachleda-Curuś in Polen einen Preis gewonnen:
- Częstochowa, 1994 – Der Grand Prix Award
- Kraków, 1994 – 1. Platz
- Tuchola, 1996 – Der Grand Prix Award
- Kraków, 1997 – 1. Platz für Poesie-Singen beim 42. Nationalen Vortragewettbewerb
- Kraków, 1997 – 1. Platz beim fremdsprachlichen Songfestival EUROSONG (englisch)
- Będzin, 1998 – 1. Platz beim Weihnachtssingen